# 楊時喬
楊時喬（1531年—1609年），字宜遷，號止菴，江西上饒縣人，民籍，明朝政治人物。嘉靖乙丑進士，萬曆間官至吏部左侍郎。

## 生平
嘉靖三十一年（1552年）壬子科江西乡试第十三名举人，嘉靖四十四年（1565年）乙丑科会试九十一名，廷试二甲四十一名進士。刑部观政，本年十月授工部主事，奉命在杭州榷税，“清正廉明，苞苴不入门”，时人称楊天官。隆慶三年（1569年）五月擢禮部員外郎，四年三月升尚宝司丞。
萬曆初年，以養親歸去。守喪服除，起為南京太僕寺丞，十五年（1587年）八月改尚寶司丞。十六年四月引疾歸。十九年以户科给事中陈尚象所荐，二十年正月復除尚寶司卿，二十一年三月任应天府府丞，遷通政司右通政，本年改太僕寺卿，二十三年（1595年）二月升南京太常寺卿，二十六年升南京通政使。秩滿，連章乞休，不允。三十一年十二月累官吏部左侍郎、协理院事，三十二年五月代尚書趙世卿署理吏部事，與首辅沈一貫不合，多次以病乞休，不允，三十七年（1609年）二月卒于官，享年七十九。贈吏部尚書，諡端潔。《明史》有傳。

## 著作
著有《端洁集》、《周易古今文全书》、《马政记》等。

## 家族
曾祖父楊傑，醫學正科；祖父楊錫；父楊一芳，贈主事；母宋氏，封太安人。兄時秀、時用、時化、弟時泰（庠生）、時景。六子：可中、任中、位中、成中、我中、聞中。孫德润、德焜等十七人。

## 延伸阅读
[在维基数据编辑]
 《明史卷二百二十四》，出自《明史》